# Out of Order (Rod Stewart)
Out of Order è il quindicesimo album di Rod Stewart, pubblicato nel 1988 dalla Warner Bros. Fu anticipato dai singoli Lost in You, Forever Young, My Heart Can't Tell You No, Crazy About Her, Dynamite.

## Tracce
1. Lost in You (Rod Stewart, Andy Taylor) – 4:57
2. The Wild Horse (Stewart, Taylor) – 4:57
3. Lethal Dose of Love (Stewart, Taylor) – 4:38
4. Forever Young (Jim Cregan, Kevin Savigar, Bob Dylan, Stewart) – 4:03
5. My Heart Can't Tell You No (Simon Climie, Dennis Morgan) – 5:11
6. Dynamite (Stewart) – 4:16
7. Nobody Knows You When You're Down and Out (James Cox) – 3:50
8. Crazy About Her (Cregan, Duane Hitchings, Stewart) – 4:53
9. Try a Little Tenderness (Jimmy Campbell, Reginald Connelly, Harry M. Woods) – 4:27
10. When I Was Your Man (Savigar, Stewart) – 5:12
11. Almost Illegal (Stewart, Taylor) – 4:27

## Musicisti
- Rod Stewart - voce
- David Lindley - fiddle, mandolino, violino, slide guitar
- Andy Taylor - chitarra
- Michael Landau - chitarra
- Eddie Martinez - chitarra
- Jim Cregan - chitarra
- Bill Payne - piano
- Duane Hitchings - tastiere
- Kevin Savigar - tastiere
- William Smith - organo
- Bernard Edwards - basso
- Bob Glaub - basso
- Tony Brock - batteria
- Tony Thompson - batteria
- Earl Gardner - fiati
- Bruce Miller - arrangiamento archi
- Lenny Pickett - sassofono
- David Woodford - sassofono
- Jimmy Roberts - sassofono
- Bobbye Hall - percussioni

## Classifiche

### Classifiche settimanali
| Classifica (1988/89) | Posizione massima |
| -------------------- | ----------------- |
| Australia            | 23                |
| Austria              | 10                |
| Canada               | 2                 |
| Germania             | 6                 |
| Italia               | 16                |
| Norvegia             | 11                |
| Nuova Zelanda        | 47                |
| Paesi Bassi          | 37                |
| Regno Unito          | 11                |
| Stati Uniti          | 20                |
| Svezia               | 1                 |
| Svizzera             | 7                 |

### Classifiche di fine anno
| Classifica (1988) | Posizione |
| ----------------- | --------- |
| Germania          | 36        |
| Italia            | 71        |
| Stati Uniti       | 53        |
| Classifica (1989) | Posizione |
| Stati Uniti       | 24        |